# Ministerio de Justicia (Azerbaiyán)
Ministerio de Justicia de Azerbaiyán (en azerbaiyano Azərbaycan Respublikası Ədliyyə Nazirliyi ) – es un órgano estatal de la República de Azerbaiyán, encargado esencialmente de relacionar al Poder Ejecutivo con el Poder Judicial, de fomentar y promocionar los derechos humanos. El ministro actual de Justicia es Fikret Mammadov.

## Historia
Por primera vez el Ministerio de Justicia fue creado el 22 de noviembre de 1918,  cuando fue afirmado la disposición sobre el Ministerio de Justicia de la República Democrática de Azerbaiyán. El primer ministro de Justicia de Azerbaiyán fue el miembro del partido “Musavat” Khalil bek Khasmammadov, que había sido asistente del fiscal y diputado de la Duma Estatal de la gubérnia de Elizavetpol.
Después de la ocupación de la República Democrática de Azerbaiyán el XI Ejército Rojo de Rusia Soviética, en el mayo de 1920 según la decisión del Comité Revolucionario de Azerbaiyán el Ministerio de Justicia de Azerbaiyán fue eliminado y creado el Comisariado Popular de Justicia.
En 1930 el Comisariado fue eliminado y todos sus funciones fueron entregado al Corte Supremo, Comité Central Ejecutivo, fiscalía, etc.  En 1933 el Comisariado Popular de Justicia fue reorganizado; sus facultades consistían de la preparación de los proyectos de leyes, interpretaciones de leyes, la asistencía jurídica, etc. En 1937 fue afirmada nueva decisión sobre el Comisariado Popular de Justicia, en resultado de que sus facultades se limitaron considerablemente. En 1959 el Ministerio de Justicia fue eliminado una vez más, y todo poder fue entregado al Corte Supremo.
El 27 de octubre de 1970 por la decisión del Consejo Supremo de la RSS de Azerbaiyán fue creado el Ministerio de Justicia.
Según el orden presidencial del 11 de noviembre de 2000 el día de la primera creación del Ministerio, el 22 de noviembre fue declarado día festivo del personal judicial.
Por la decisión presidencial del 6 de febrero de 2009 fue afirmado el Programa estatal sobre desarrollo del Tribunal de Azerbaiyán para los años 2009 – 2013.

## Estructura
El Ministerio es encabezado por el ministro de Justicia, que tiene tres suplentes y el Jefe del Servicio Penitenciario.
En el Ministerio hay departamentos siguientes:
- Dirección general de la organización y control
- Dirección general de legislación
- Dirección general del registro y notariado
- Dirección general de la ejecución coercitiva
- Centro de la colaboración con los municipios
- Servicio de la libertad condicional
- Dirección de la cooperación internacional
- Dirección de los derechos humanos y las relaciones públicas
- Departamento de la investigación
- Dirección de personal
- Inspección de la supervisión de la ejecución de las penas
- Secretariado
- Dirección de finanzas y seguros
- Dirección de las tecnologías informativo-comunicativos.

Órganos jurídicos del Ministerio son:
- Servicio Penitenciario
- Academia de Justicia
- Centro de análisis jurídico
- Dirección general médica
- Servicio del Registro Estatal de la población de la República de Azebaiyán
- Organizaciones regionales, locales u otros.[2]

## Convenciоnes
La República de Azerbaiyán unió a lоs siguientes convenios en el ámbito de la asistencia jurídica:
- Convenio europeo del 13 de diciembre de 1957 sobre la extradición;
- Convenio europeo del 20 de abril de 1959 sobre la asistencia jurídica en materia penal;
- Convenio europeo  del 27 de enero de 1977 sobre las solicitudes de la asistencia jurídica;
- Convenio europeo del 21 de marzo de 1983 sobre el traslado de personas condenadas;
- Convenciо de Minsko del 22 de enero de 1993 sobre la asistencia jurídica en la materia penal, civil y familiares y las relaciones jurídicas;
- Convenciо de Moscú del 6 de marzo de 1998 sobre la extradición de las personas condenadas;[3]

## Acuerdos internacionales
La República de Azerbaiyán firmó siguientes acuerdos bilaterales internacionales en el ámbito de la asistencia jurídica:
1. Sobre la asistencia jurídica mutua en el materia penal, civil y comercial con Turquía (el 2 de noviembre de 1992, Ankara)
2. Sobre la cooperación jurídica en el materia sivil y comercial con Turquía(el 3 de mayo de 2003, Bakú)
3. Sobre la asistencia jurídica en el materia penal, civil y comercial con la Federación de Rusia (el 22 de diciembre de 1992, Moscú)
4. Sobre la extradición de las personas condenadas con la Federación de Rusia (el 2 de mato de 1994, Moscú)
5. Sobre la asistencia jurídica con la República Islámica de Irán (el 21 de febrero de 1998, Bakú)
6. Sobre la extradición de las personas condenadas con la República Islámica de Irán (el 21 de febrero de 1998, Bakú)
7. Sobre el traslado de las personas condenadas con la República Islámica de Irán (el 21 de febrero de 1998, Bakú)
8. Sobre la asistencia jurídica en el materia civil con la República de Bulgaria (el 29 de junio de 1995, Sofía)
9. Sobre la extradición de las personas condenadas con la República de Bulgaria (el 29 de junio de 1995, Sofía)
10. Sobre la extradición de las personas condenadas con Ucrania (el 24 de marzo de 1997, Kiev)
11. Sobre la asistencia jurídica mutua en el materia penal, civil y familiar con la República de Lituania (el 23 de octubre de 2001, Vilna)
12. Sobre la extradición de las personas condenadas con la República de Lituania (el 23 de octubre de 2001, Vilna)
13. Sobre la asistencia jurídica mutua en el materia penal, civil y familiar y las relaciones jurídicas con la República de Moldavía (el 26 de octubre de 2004, Bakú)
14. Sobre la asistencia jurídica mutua en el materia penal, civil y familiar y las relaciones jurídicas con Georgia (l 8 de maroz de 1996, Tiflis)
15. Sobre la asistencia jurídica mutua en el materia penal, civil y familiar y las relaciones jurídicas con la República de Uzbekistán  (el 18 de junio de 1997, Taskent)
16. Sobre la extradición de las personas condenadas con la República de Uzbekistán (el 18 de junio de 1997, Taskent)
17. Sobre la asistencia jurídica en la materia civil y las relaciones jurídicas con la República de Kazajistán (el 10 de junio de 1997, Almaatý)
18. Sobre la asistencia jurídica en la materia civil y las relaciones jurídicas con Georgia (el 5 de agosto de 1997, Bakú)
19. Sobre la extradición jurídicas con Georgia (el 5 de agosto de 1997, Bakú)[3]